# 疏毛圆锥乌头
疏毛圆锥乌头（学名：Aconitum paniculigerum var. wulingense）为毛茛科乌头属下的一个变种。

## 扩展阅读
- 維基物種上的相關：疏毛圆锥乌头